# 1991-es ukrajnai elnökválasztás
Az 1991-es választás volt az első elnökválasztás Ukrajna történetében. Erre 1991. december 1-jén került sor.
Ugyanezen a napon népszavazáson az ukránok elfogadták a függetlenségi törvényt. Mind a hat elnökjelölt kampányolt a függetlenedés mellett is. 
Az 1991-es ukrajnai elnökválasztás eredménye
| Jelöltek              | Szavazatszám | Szavazatarány (%) |
| --------------------- | ------------ | ----------------- |
| Leonyid Kravcsuk      | 19 643 481   | 61,59             |
| Vjacseszlav Csornovil | 7 420 727    | 23,27             |
| Levko Lukjanenko      | 1 432 556    | 4,49              |
| Volodimir Hrinyov     | 1 329 758    | 4,17              |
| Ihor Juhnovszkij      | 554 719      | 1,74              |
| Leopold Taburjanszkij | 182 713      | 0,57              |

## Külső források
- Uriadovyi Kur'er, 1991, #38/39 ukránul